# Platysmurus
Genre
Platysmurus est un genre asiatique de passereaux de la famille des Corvidae.

## Répartition
Les oiseaux de ce genre se rencontrent dans la péninsule Malaise, en Indonésie et sur l'île de Bornéo.

## Liste d'espèces
Selon la classification de référence du Congrès ornithologique international (15.1, 2025) (ordre phylogénique) :
- Platysmurus leucopterus (Temminck, 1824) – Geai à ailes blanches
- Platysmurus aterrimus (Lesson, 1831) – Geai de Bornéo

## Systématique
Le nom valide complet (avec auteur) de ce taxon est Platysmurus Reichenbach, 1850.